# Liste des abbayes et monastères pyrénéens

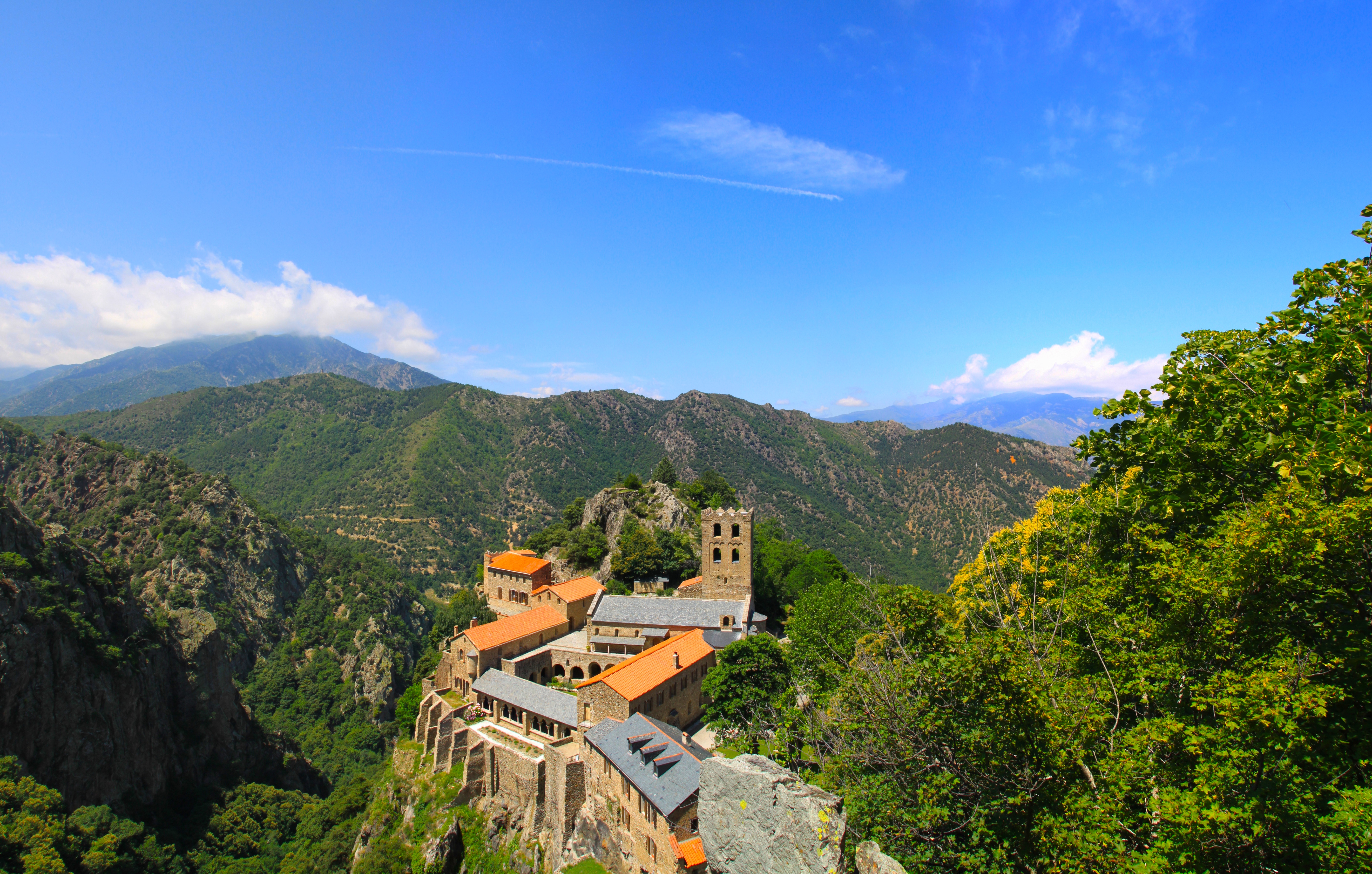
Abbaye Saint-Martin du Canigou.

Cet article recense les abbayes et monastères en tant que bâtiments situés dans le massif montagneux des Pyrénées ainsi que dans le son piémont :

## France

### Pyrénées-Atlantiques
Dans le département des Pyrénées-Atlantiques :
- Abbaye Saint-Bernard de Bayonne
- Abbaye Notre-Dame de Belloc
- Abbaye Saint-Pierre de Larreule
- Abbaye Saint-Vincent de Lucq
- Prieuré d'Ordios
- Monastère Sainte-Scholastique
- Abbaye de Sauvelade

### Hautes-Pyrénées
Dans le département des Hautes-Pyrénées :
- Abbaye de l'Escaladieu
- Abbaye Saint-Orens de Larreule
- Prieuré de Saint-Lézer
- Abbaye de Saint-Pé-de-Bigorre
- Abbaye de Saint-Savin-en-Lavedan
- Abbaye de Saint-Sever-de-Rustan
- Abbaye Notre-Dame de l'Espérance de Tarasteix
- Abbaye Notre-Dame de Tournay

- Monastère du Carmel de Lourdes

- Monastère des Clarisses de Lourdes

### Haute-Garonne
Dans le département de la Haute-Garonne :
- Monastère de Blagnac
- Abbaye de Bonnefont
- Abbaye de Boulbonne
- Abbaye de la Bénisson-Dieu de Boulogne-sur-Gesse
- Abbaye de Calers
- Abbaye Sainte-Marie du Désert
- Abbaye de Fabas
- Abbaye des Feuillants
- Abbaye de La Clarté-Dieu (Eaunes)

### Ariège
Dans le département de l'Ariège :
- Abbaye de Combelongue
- Abbaye Notre-Dame de Donezan
- Abbaye Notre-Dame du Pesquié
- Abbaye Saint-Antoine-et-Saint-Pierre
- Abbaye des Salenques

### Aude
Dans le département de l'Aude :
- Abbaye de Saint-Hilaire
- Abbaye Sainte-Marie de Fontfroide
- Abbaye Sainte-Marie de Lagrasse
- Abbaye Sainte-Marie de Rieunette
- Abbaye d'Alet-les-Bains
- Abbaye Saint-Jacques de Joucou
- Abbaye de Saint-Martin-Lys
- Abbaye de Saint-Polycarpe

Abbaye dans l'Aude mais dans le piémont du massif central : Abbaye Saint-Pierre-Saint-Paul de Caunes-Minervois, Abbaye de Saint-Papoul, Abbaye Sainte-Marie de Villelongue

### Pyrénées-Orientales
Dans le département des Pyrénées-Orientales :
- Monastère Saint-André d'Eixalada
- Abbaye Sainte-Marie d'Arles-sur-Tech
- Monastir del Camp de Thuir
- Abbaye Saint-Martin du Canigou
- Couvent des dominicains de Collioure
- Abbaye Saint-Étienne de Saint-Estève
- Abbaye de Saint-Génis-des-Fontaines
- Abbaye Sainte-Marie de Jau
- Prieuré de Marcevol
- Prieuré Sainte-Marie du Vilar
- Abbaye Saint-Michel de Cuxa, tenue par des moines bénédictins de la congrégation de Subiaco
- Église de la Réal
- Prieuré de Serrabona
- Abbaye de Valbonne (Argelès-sur-Mer)

## Espagne

### Pays Basque
Dans la communauté autonome du Pays Basque :
- Sanctuaire d'Aranzazu
- Couvent de Santa Cruz

### Navarre
Dans la communauté forale de Navarre :
- Monastère de Leyre
- Abbaye Santa María de la Oliva
- Monastère Santa Maria la Real d’Irache

### Province de Huesca
Dans la province de Huesca en communauté autonome d'Aragon :
- Monastère Saint-Adrien de Sasabe
- Monastère Saint-Pierre de Siresa
- Monastère de Saint Jean de la Peña
- Monastère Sainte-Marie de Sigena
- Monastère Saint-Pierre-le-Vieux
- Abbaye Saint-Victorien
- San Miguel de Foces

Monastère bouddhiste : Dag Shang Kagyu

### Catalogne
Nord de la province de Lérida, de la province de Gérone et de la province de Barcelone dans la communauté autonome de Catalogne :
- Abbaye de Lavaix
- Monastère de Sant Pere de Rodes
- Monastère de Sant Joan de les Abadesses
- Monastère de Santa Maria de Vilabertran
- Monastère Saint-Sauveur de la Vedella
- Monastère Saint-Saturnin de Tabérnolas
- Abbaye Saint-Cyr de Colera (province de Gérone)
- Monastère Sainte-Marie d'Amer (province de Gérone)